# Pierre-Antoine Foullet
 Pierre-Antoine Foullet (aussi transcrit Foulet) était un ébéniste français du XVIIIe siècle.

Foulet est né d’une famille d’artisans. Il est le fils d' Antoine Foullet, un ébéniste spécialisé dans les boitiers d’horloges. Pierre-Antoine devient maitre en 1765 et est connu pour ses commodes. 

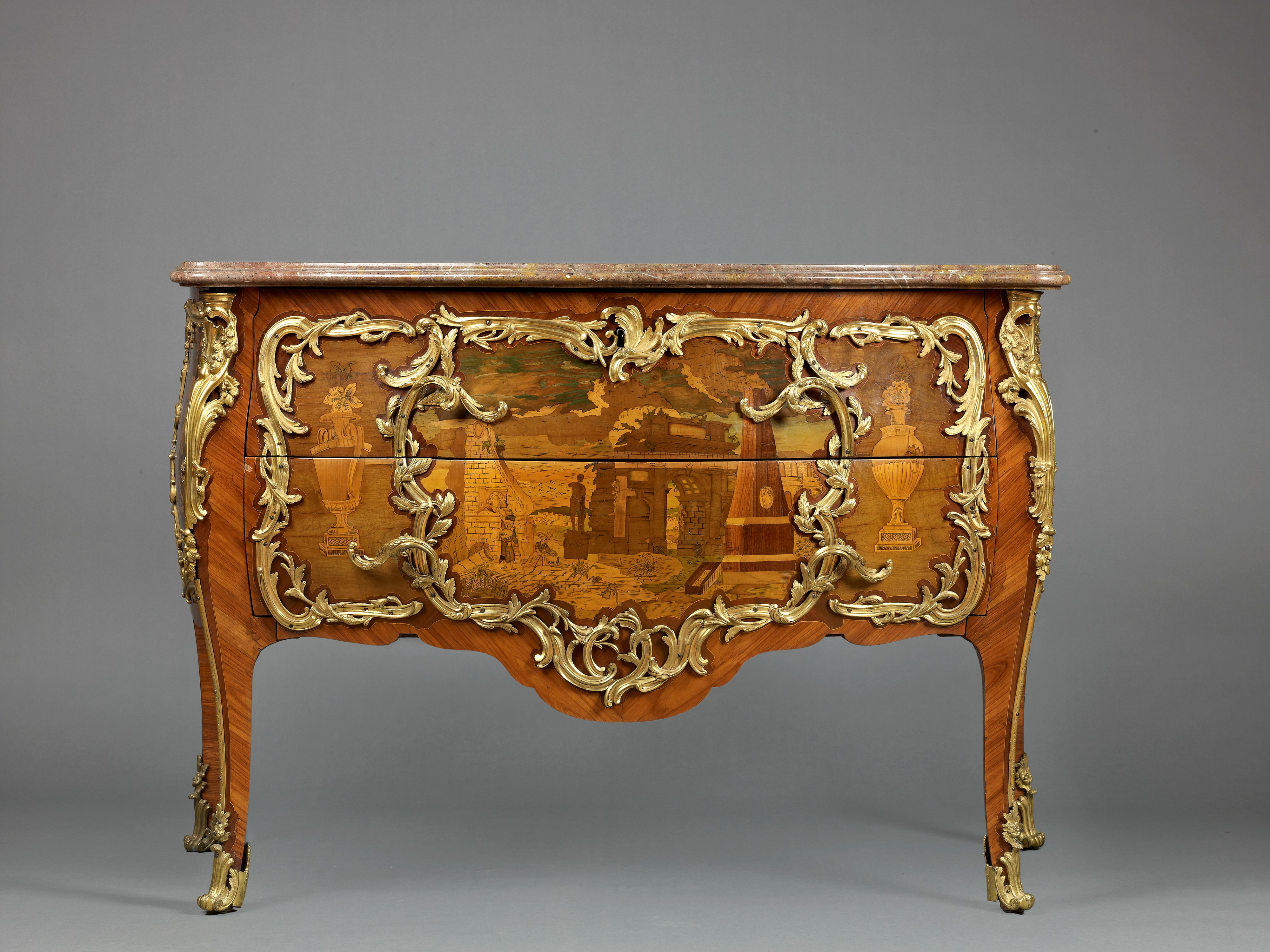
Commode de style Rococo avec médaillon central signé Pierre-Antoine Foullet

.